# Лев, колдунья и платяной шкаф (фильм, 1988)
|  | Эта страница использует материалы Нарния Вики. Оригинальная статья располагается на Лев, Колдунья и Платяной шкаф (сериал). Список авторов можно увидеть там же на странице истории. Как и на Википедии, тексты Нарния Вики доступны в соответствие с Creative Commons Licensed. |

«Лев, колдунья и платяной шкаф» — первый фильм из сериала «Би-би-си» по серии романов «Хроники Нарнии» К. С. Льюиса, выпущенный в 1988 году. Режиссёр — Мэрилин Фокс. Является экранизацией одноимённого романа.

## Съёмки
Большинство сцен сериала были сняты в Национальном парке Каирнгормс, в Авимуре, Шотландия. Зима в тот год была малоснежной, поэтому съёмочная группа использовала специальную пену вместо снега. Съёмки летних сцен, в том числе финальной битвы, прошли в другом парке — Хаукстон, графство Шропшир, Англия. Съёмки в замке Белой Колдуньи и замке Кэр-Паравел совместили. Декорациями для обоих служил норвежский замок Манорбир в западном Уэльсе. Отъезд детей Певенси из Лондона и прибытие на станцию, откуда они отправились к профессору, снимались на настоящих железнодорожных станциях. Первая сцена на станции Майнхед, а вторая — на станции Кроукомб Хитфилд. Обе находятся в графстве Сомерсет, Англия.

## Серии
Серия № 1 — показана 13 ноября 1988 года, включает в себя приезд детей Певенси в дом профессора и первое путешествие Люси в Нарнию.
Серия № 2 — показана 20 ноября 1988 года, включает в себя путешествие Эдмунда в Нарнию, разговор Питера и Сьюзан с профессором и то, как дети все вместе оказались в Нарнии.
Серия № 3 — показана 27 ноября 1988 года, включает в себя встречу с бобрами и пребывание Эдмунда в замке Белой Колдуньи.
Серия № 4 — показана 4 декабря 1988 года, поход Питера, Сьюзан, Люси и бобров к Каменному столу и их встреча с Отцом Рождество.
Серия № 5 — показана 11 декабря 1988 года, встреча с Асланом, освобождение Эдмунда и смерть Аслана от рук Белой Колдуньи.
Серия № 6 — показана 18 декабря 1988 года, воскрешение Аслана, финальная битва, возвращение детей Певенси домой.

## Сюжет
Во время Второй Мировой войны четверых подростков из семьи Певенси мать отправляет к старому профессору. На следующий день маленькая Люси находит старый платяной шкаф с шубами, который является порталом в сказочную страну Нарнию, где Питер, Сьюзен, Эдмунд и Люси должны свергнуть злую ведьму и стать королями и королевами.

## В ролях
- Ричард Демпси — Питер
- Софи Кук — Сюзан
- Джонатан Р. Скотт — Эдмунд
- Софи Уилкокс — Люси
- Барбара Келлерман — Белая Ведьма

## Награды
| Премия   | Номинация                          | Номинант(ы)                                                                     | Итог      |
| 1989 год |                                    |                                                                                 |           |
| Эмми     | Выдающаяся программа для детей     | Пол Стоун (исп. продюсер) Джей Рэйвид (исп. продюсер) Дейл Белл (исп. продюсер) | Номинация |
| BAFTA    | Лучшая работа со светом            | Джон Мэйсон                                                                     | Победа    |
| BAFTA    | Лучшая программа для детей (драма) | Пол Стоун (исп. продюсер) Мэрилин Фокс                                          | Номинация |

| BAFTA | Лучший грим    | Сильвия Торнтон | Номинация |
| BAFTA | Лучшие костюмы | Джуди Пеппердин | Номинация |

## Отличия сериала от книги
Ниже даны только сюжетные отличия. Все отличия, касающиеся персонажей, мест и пр., можно найти в соответствующих статьях.

### Сюжетные отличия
- В сериале чётко указано, что действие происходит в 1940 году.
- В сериале Люси не пробирается сквозь ряды шуб в шкафу. Она заходит внутрь и тут возникает свет. Люси отодвигает один ряд шуб и сразу видит заснеженный лес.
- В сериале Белая Колдунья материализует шатёр. Внутри него она выспрашивает Эдмунда о его брате и сёстрах.
- В сериале перед тем, как приготовиться убить Эдмунда, Колдунья сама призывает разнообразную нечисть себе на помощь.
- В сериале финальная битва происходит в лесу, рядом со скалами. Так создатели сериала могли избежать массовых сцен, которые не могли показать из-за отсутствия бюджета.
- В сериале Питер не сражается с Колдуньей. Она убегает после того, как ранит Эдмунда, и сразу появляется Аслан и бывшие пленники замка Белой Колдуньи.
- В сериале во время коронации Аслан материализует короны из солнечных лучей, которые светят на четыре трона. Также дети отправляются плескаться в море после коронации, а не до неё.
- В сериале отсутствует финальная сцена с погоней за Белым оленем. Короли и королевы видят Фонарный столб во время обычной прогулки по лесу, идут дальше и возвращаются на Землю.

### Новые сцены
Эти сцены полностью отсутствуют в книге и были придуманы создателями сериала.
- Впервые в экранизации появляется сцена прощания детей Певенси с их мамой, отъезд с Лондонского вокзала и прибытие на станцию, откуда можно было добраться до поместья профессора.
- В сериале показана вторая встреча Люси с мистером Тумнусом. Они вновь пьют чай и обсуждают, почему шпионы Колдуньи до сих пор не схватили фавна.

## Интересные факты
- Для создания фигуры Аслана использовались два человека, которые были ногами и спиной льва, а голова была аниматронной. Для создания гривы была использована шерсть яка.
- Костюмы бобров были такие громоздкие и неудобные, что актёры, поскользнувшись, уже не могли самостоятельно встать. Подобные происшествия случались так часто, что в съёмочной группе специально выделили двух человек, кто занимался подниманием бобров обратно на ноги.
- Можно обратить внимание, что дети, не сговариваясь, сразу надевают шубы, когда выходят из шкафа в Нарнию. А затем Сьюзан предлагает всем надеть ещё и утеплённые галоши. Даже Эдмунд, сбегая от бобров, не забывает одеться в шубу. Это связано с тем, что во время съёмок в Шотландии было очень холодно, поэтому пришлось отойти от текста книги и все актёры надевали шубы при первой возможности.